# Roland Piselli
Roland Piselli, né le 7 juin 1969 à Nice et mort le 30 août 2022 à Drap, est un footballeur français.

## Biographie
Formé à l'AS Monaco, Roland Piselli passe une saison à l'INF Vichy avec qui il inscrit treize buts en 28 matchs de Division 3. De retour dans la principauté, Piselli évolue principalement avec l'équipe réserve en D3,.
Roland Piselli rejoint US Orléans en 1990 et participe à 47 matchs de Division 2. Lors de la liquidation du club et de l'arrêt de la section professionnelle deux ans plus tard, Piselli reste fidèle au club.
Il joue à l'ENL en 1993/1994
En 1996-1997, Roland Piselli joue au Stade brestois 29. Il inscrit cinq buts en 31 matchs de Nationale 1.